# パールシークレット
パールシークレット（Pearl Secret）は、イギリスの競走馬である。主な勝ち鞍は2015年のテンプルステークス。

## 概要

### 2歳（2011年）
10月7日にヨーク競馬場の未勝利戦でデビューして初勝利を挙げた。

### 3歳（2012年）
4月27日のドンカスター競馬場のハンデ戦を制して2勝をマークすると、続いて5月17日のヨーク競馬場の一般戦、6月16日のスカリーステークス(L)をそれぞれ制した。
その後は8月24日のナンソープステークス(G1)に出走するも9着に敗れた。

### 4歳（2013年）
6月18日のキングズスタンドステークス(G1)に出走してソールパワーの3着と好走した。

### 5歳（2014年）
4月9日のノッティンガム競馬場の一般戦を制して勝利を挙げた。
続いて5月3日のパレスハウスステークス(G3)は9着に敗戦するも、5月24日のテンプルステークス(G2)では2着に入った。その後、6月17日のキングズスタンドステークス(G1)ではソールパワーの10着に敗れたが、続く8月30日のスプリントステークス(L)に出走して勝利を挙げた。
その後は9月6日のスプリントカップ(G1)に出走するも5着、10月5日のアベイ・ド・ロンシャン賞(G1)では14着に敗れた。

### 6歳（2015年）
5月10日のサンジョルジュ賞(G3)に出走して8着に敗れた。続いて5月23日のテンプルステークス(G2)に出走して勝利を果たす。
その後は6月16日のキングズスタンドステークス(G1)に出走してゴールドリームの4着。6月20日のダイヤモンドジュビリーステークス(G1)では12着。8月21日のナンソープステークス(G1)はメッカズエンジェルの8着。9月5日のスプリントカップ(G1)はトワイライトサンの11着。9月13日のフライングファイブステークス(G2)はソールパワーの6着。10月4日のアベイ・ド・ロンシャン賞(G1)をゴールドリームの4着とした。

### 7歳（2016年）
5月21日のテンプルステークス(G2)を4着。6月14日のキングズスタンドステークス(G1)では14着。7月29日のキングジョージステークス(G2)は7着。8月19日のナンソープステークス(G1)はメッカズエンジェルの11着。9月7日のスカボローステークス(L)は6着に敗れた。

## 種牡馬時代
引退後はイギリスのグロスタシャーにあるバックランドファームで種牡馬入り。種付け料は4000ポンドに設定された。
2020年に産駒のディスコビーツが初勝利を挙げた。
2024年12月6日に2025年の春から日本のアロースタッドで供用されることが同スタッドのXで公表。初年度の種付け料は受胎条件で50万円、前払条件で30万円に設定された。

## 血統表
| パールシークレットの血統       | パールシークレットの血統         | パールシークレットの血統  | （血統表の出典）          | （血統表の出典） |
| 父系                           | クラリオン系                     | クラリオン系              | クラリオン系              |                  |
| 父 Compton Place 栗毛 1994     | 父の父Indian Ridge 栗毛 1985     | Ahonoora                  | Lorenzaccio               | Lorenzaccio      |
| 父 Compton Place 栗毛 1994     | 父の父Indian Ridge 栗毛 1985     | Ahonoora                  | Helen Nichols             |                  |
| 父 Compton Place 栗毛 1994     | 父の父Indian Ridge 栗毛 1985     | Hillbrow                  | Swing Easy                | Swing Easy       |
| 父 Compton Place 栗毛 1994     | 父の父Indian Ridge 栗毛 1985     | Hillbrow                  | Golden City               |                  |
| 父 Compton Place 栗毛 1994     | 父の母Nosey 鹿毛 1981            | Nebbiolo                  | *イエローゴッド           | *イエローゴッド  |
| 父 Compton Place 栗毛 1994     | 父の母Nosey 鹿毛 1981            | Nebbiolo                  | Novara                    |                  |
| 父 Compton Place 栗毛 1994     | 父の母Nosey 鹿毛 1981            | Little Cynthia            | Wolver Hollow             | Wolver Hollow    |
| 父 Compton Place 栗毛 1994     | 父の母Nosey 鹿毛 1981            | Little Cynthia            | Fazilka                   |                  |
| 母 Our Little Secret 栗毛 2002 | 母の父Rossini 鹿毛 1997          | Miswaki                   | Mr. Prospector            | Mr. Prospector   |
| 母 Our Little Secret 栗毛 2002 | 母の父Rossini 鹿毛 1997          | Miswaki                   | Hopespringseternal        |                  |
| 母 Our Little Secret 栗毛 2002 | 母の父Rossini 鹿毛 1997          | Touch of Greatness        | Hero's Honor              | Hero's Honor     |
| 母 Our Little Secret 栗毛 2002 | 母の父Rossini 鹿毛 1997          | Touch of Greatness        | Ivory Wand                |                  |
| 母 Our Little Secret 栗毛 2002 | 母の母Sports Post Lady 栗毛 1988 | M. Double M.              | Nodouble                  | Nodouble         |
| 母 Our Little Secret 栗毛 2002 | 母の母Sports Post Lady 栗毛 1988 | M. Double M.              | Mazda's Miracle           |                  |
| 母 Our Little Secret 栗毛 2002 | 母の母Sports Post Lady 栗毛 1988 | Pasadena Lady             | Captain James             | Captain James    |
| 母 Our Little Secret 栗毛 2002 | 母の母Sports Post Lady 栗毛 1988 | Pasadena Lady             | Gliding Gay               |                  |
| 母系(F-No.)                    | Ann of the Forest(FN:5-f)        | Ann of the Forest(FN:5-f) | Ann of the Forest(FN:5-f) | [ § 2 ]          |
| 5代内の近親交配                | アウトブリード                   | アウトブリード            | アウトブリード            | [ § 3 ]          |
| 出典                           | 1. 2. 3.                         | 1. 2. 3.                  | 1. 2. 3.                  | 1. 2. 3.         |